# Koivuluoto och Pihlajakari
Koivuluoto och Pihlajakari med Inakari är en ö i Finland. Den ligger i Bottenviken och i kommunen Simo i den ekonomiska regionen  Kemi-Torneå i landskapet Lappland, i den norra delen av landet. Ön ligger omkring 100 kilometer söder om Rovaniemi och omkring 610 kilometer norr om Helsingfors.
Öns area är 1,13 kvadratkilometer och dess största längd är 2,4 kilometer i öst-västlig riktning.

## Sammansmälta delöar
- Koivuluoto 65°38′22″N 24°49′42″Ö / 65.63957°N 24.82824°Ö
- Pihlajakari 65°38′19″N 24°51′01″Ö / 65.63873°N 24.85022°Ö
- Inakari 65°38′07″N 24°52′00″Ö / 65.63534°N 24.86676°Ö